# Johann Friedrich von Mohr

Johann Friedrich von Mohr, Lithographie von Schönschütz

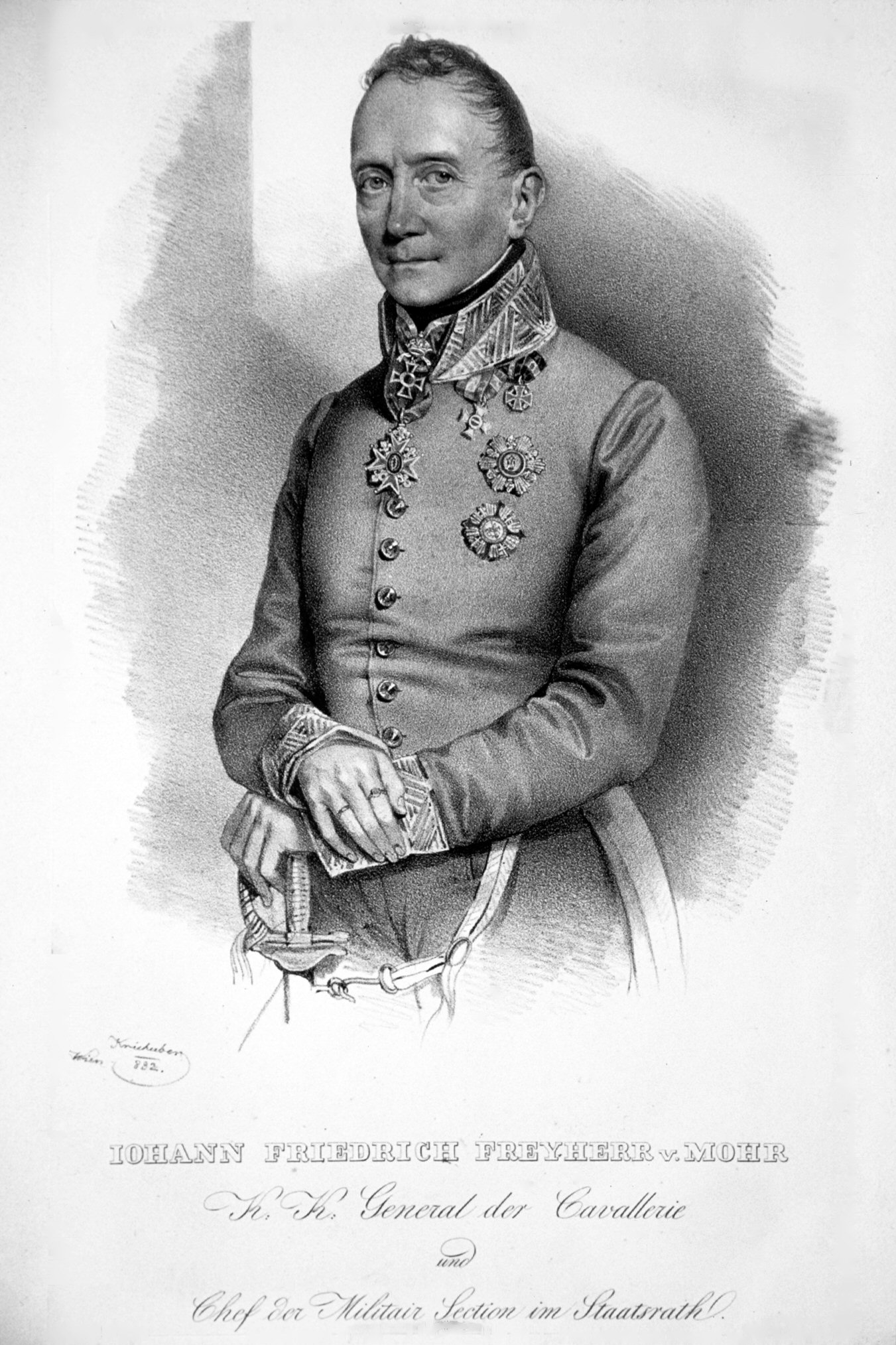
Johann Friedrich von Mohr, Lithographie von Josef Kriehuber, 1832

Johann Friedrich von Mohr (* 18. Juli 1765 bei Semplin; † 13. Februar 1847 in Venedig) war ein österreichischer General der Kavallerie.

## Herkunft
Seine Eltern waren Karl Christoph Gottlob von Mohr (* 23. September 1729; † 14. März 1782) und dessen Ehefrau Luise Friederike von Oebschelwitz. Sein Vater war österreichischer Oberstleutnant, Ritter des Maria Theresien-Ordens und hatte am 11. August 1779 den Reichsfreiherrnstand erhalten.

## Leben
Johann Friedrich trat 1785 in das österreichische Cavallerie-Regiment Nr. 30 ein. Im Türkenkrieg wurde er 1789 zum Oberleutnant befördert. Im Range eines Majors diente er dem Feldmarschall Wurmser in den Feldzügen 1795 am Rhein und 1797 in Italien als Adjutant. Im Feldzug von 1799/1800 kämpfte er als Oberstleutnant im Husarenregiment Vecsey (Nr. 4) in den Schlachten von Stockach, wo er verwundet wurde. Nach seiner Beförderung zum Oberst war ein der Schlacht bei Hohenlinden eingesetzt.
1804 übernahm er das Kommando seines Regiments, mit dem er sich in der Schlacht bei Austerlitz auszeichnete. Seit 1808 Generalmajor, kommandierte er im Fünften Koalitionskrieg beim Eindringen in das Herzogtum Warschau rechts der Weichsel ein Detachement des 7. Korps unter Erzherzog Ferdinand Karl. Es sollte nach der Einnahme Warschaus Praga besetzen, wurde aber bei Grochow geschlagen. Beim Sturm auf den Brückenkopf Thorn konnte Mohr diesen zwar einnehmen, Thorn selbst aber nicht. Eine Fortsetzung der Aktion unterblieb wegen der Räumung Warschaus am 2. Juni. Danach bekämpfte Mohr mit Neipperg polnische Insurgenten in der Gegend um Radom, bis auch dieses Gebiet wegen des allgemeinen Rückzugs aufgegeben werden musste.
Im Russlandfeldzug Napoleons im Jahr 1812 kommandierte er die 2. Brigade der 3. Division unter Schwarzenberg. Als Feldmarschalleutnant übernahm er im Sommer 1813 das Kommando der 4. Division und wurde in der Völkerschlacht bei Leipzig verwundet.
Erst im Frühjahr 1815 konnte Mohr im Feldzug gegen Murat in Italien eingesetzt werden. In der entscheidenden Schlacht von Tolentino am 2. Mai kommandierte er das österreichische Zentrum und den linken Flügel. Mohr schloss als Sieger den Waffenstillstand ab und blieb an der Spitze eines 16.000 Mann starken Korps zur Absicherung der Herrschaft König Ferdinands I. bis 1824 im wieder erstandenen Königreich beider Sizilien. 1825 bis 1827 war er Kommandant der Stadt und Festung Venedig, danach bis 1830 Kommandierender General in Siebenbürgen, dann als General der Kavallerie Vizepräsident des Hofkriegsrates bis 1831, um als Chef der Militärsektion des Staatsrates 1836 seine Karriere zu beenden.
Den Freiherrenstand hatte Mohr durch eine Standeserhöhung seines Vaters 1779 erlangt.

## Familie
Seit dem 18. März 1798 war er mit Sophie Friederike Freiin von Bibra-Schwebheim (* 9. Mai 1776) verheiratet. Das Paar hatte eine Tochter:
- Aloisia Karolina (* 10. Januar 1799) ⚭ 13. Juni 1825  Freiherr Justus von De Fin, k. k. Kämmerer und Major in der Armee.